# Morti il 27 giugno

## V secolo(1)
- 444 - Cirillo di Alessandria, vescovo e teologo greco antico

## VI secolo(1)
- 530 - Sansone ospitaliere, medico e presbitero romano

## X secolo(1)
- 992 - Conan I di Bretagna, francese (n. 927)

## XI secolo(4)
- 1045 - Emma di Gurk, nobildonna
- 1066 - Arialdo, religioso e santo italiano
- 1082 - Ferdinando d'Aragona, vescovo e santo spagnolo (n. 1030)
- 1087 - Enrico I della marca del Nord, nobile tedesco

## XII secolo(5)
- 1142 - Ghigo IV d'Albon, nobile francese
- 1162 - Oddone II di Borgogna, duca (n. 1118)
- 1169 - Gerhoh di Reichersberg, religioso tedesco
- 1180 - Turan Shah, principe
- 1194 - Sancho VI di Navarra, re (n. 1132)

## XIII secolo(3)
- 1241 - Gilbert Marshal, IV conte di Pembroke, nobile inglese (n. 1194)
- 1296 - Fiorenzo V d'Olanda, sovrano olandese (n. 1254)
- 1297 - Bérard de Got, arcivescovo cattolico e cardinale francese

## XIV secolo(1)
- 1381 - Lapo da Castiglionchio, scrittore italiano

## XV secolo(2)
- 1458 - Alfonso V d'Aragona, principe spagnolo (n. 1396)
- 1477 - Adolfo di Egmond, nobile olandese (n. 1438)

## XVI secolo(8)
- 1516 - Giovanni Battista da Vercelli, medico e chirurgo italiano
- 1524 - Ettore Vernazza, notaio e filantropo italiano
- 1528 - Antonio Carafa della Stadera, I principe di Stigliano, nobile e politico italiano
- 1540 - Antonio de Montesinos, missionario e religioso spagnolo (n. 1475)
- 1543 - Agnolo Firenzuola, scrittore italiano (n. 1493)
- 1553 - Egnazio, filologo italiano (n. 1478)
- 1574 - Giorgio Vasari, pittore, architetto e storico dell'arte italiano (n. 1511)
- 1590 - Leonhard IV von Harrach-Rohrau, politico austriaco (n. 1514)

## XVII secolo(19)
- 1614 - Maeda Toshinaga, militare giapponese (n. 1562)
- 1617 - Jerónimo Javier, gesuita spagnolo (n. 1549)
- 1618 - Vittoria Doria, nobildonna italiana (n. 1569)
- 1636 - Date Masamune, militare giapponese (n. 1567)
- 1638 - Cirillo Lucaris, teologo e arcivescovo ortodosso greco (n. 1572)
- 1641 - Michiel van Mierevelt, pittore e disegnatore olandese (n. 1566)
- 1646 - Achille d'Estampes de Valençay, cardinale francese (n. 1593)
- 1648 - Arngrímur Jónsson, scrittore islandese (n. 1568)
- 1649 - Chikurin-in, nobildonna giapponese (n. 1579)
- 1650 - Mario Theodoli, cardinale e vescovo cattolico italiano (n. 1601)
- 1654 - Johannes Valentinus Andreae, teologo tedesco (n. 1586)
- 1654 - Thomas Gataker, teologo e religioso inglese (n. 1574)
- 1655 - Anna Caterina Dorotea di Salm-Kyrburg, duchessa (n. 1614)
- 1655 - Eleonora Gonzaga, principessa italiana (n. 1598)
- 1658 - Ercole Gennari, pittore italiano (n. 1597)
- 1662 - Lawrence Rooke, astronomo e matematico inglese (n. 1622)
- 1679 - Pablo Bruna, compositore e organista spagnolo (n. 1611)
- 1682 - Ikeda Mitsumasa, militare giapponese (n. 1609)
- 1694 - Francesco Luigi di Lorena, nobile francese (n. 1623)

## XVIII secolo(26)
- 1704 - Elisabeth Helene von Vieregg, nobildonna danese (n. 1679)
- 1707 - Johann Zahn, inventore e religioso tedesco (n. 1641)
- 1708 - Giovanni Veneroni, linguista, grammatico e lessicografo francese (n. 1642)
- 1710 - Pierre-Esprit Radisson, esploratore francese (n. 1636)
- 1720 - Guillaume Amfrye de Chaulieu, poeta francese (n. 1639)
- 1722 - Charles César Baudelot de Dairval, antiquario francese (n. 1648)
- 1729 - Élisabeth Jacquet de La Guerre, compositrice e clavicembalista francese (n. 1666)
- 1740 - Pëtr Michailovič Eropkin, architetto russo (n. 1698)
- 1741 - Ferdinando Ruggieri, architetto italiano (n. 1691)
- 1744 - Jean-Frédéric Bernard, editore e scrittore francese (n. 1683)
- 1758 - Michelangelo Unterperger, pittore austriaco (n. 1695)
- 1759 - Vincent de Gournay, economista francese (n. 1712)
- 1762 - Edmé Bouchardon, scultore francese (n. 1698)
- 1773 - Mentewab, imperatrice etiope (n. 1706)
- 1775 - Ignaz Günther, scultore tedesco (n. 1725)
- 1786 - Girolamo Ferri, presbitero e filologo italiano (n. 1713)
- 1791 - Johann Heinrich Merck, scrittore e letterato tedesco (n. 1741)
- 1793 - Johann August Ephraim Goeze, entomologo e zoologo tedesco (n. 1731)
- 1794 - Wenzel Anton von Kaunitz-Rietberg, diplomatico e politico austriaco (n. 1711)
- 1794 - Anne d'Arpajon, nobildonna francese (n. 1729)
- 1794 - Charles-Louis-Victor de Broglie, nobile, militare e politico francese (n. 1756)
- 1794 - Philippe de Noailles, nobile e militare francese (n. 1715)
- 1797 - Giovanni Aloisio II di Oettingen-Spielberg, principe tedesco (n. 1758)
- 1800 - Giovanni Battista Bussi de Pretis, cardinale e vescovo cattolico italiano (n. 1721)
- 1800 - William Cumberland Cruikshank, chimico e anatomista britannico (n. 1745)
- 1800 - Théophile-Malo de La Tour d'Auvergne-Corret, militare e storico francese (n. 1743)

## XIX secolo(56)
- 1809 - Leopoldina di Sternberg, contessa austriaca (n. 1733)
- 1814 - Carlo Antonio Napione, militare, chimico e mineralogista italiano
- 1814 - Johann Friedrich Reichardt, compositore, scrittore e critico musicale tedesco (n. 1752)
- 1815 - Jean-Baptiste Girard, generale francese (n. 1775)
- 1816 - Domenico Agostino Vandelli, scienziato, naturalista e botanico italiano (n. 1735)
- 1819 - Giovanni De Baillou, naturalista, geografo e cartografo italiano (n. 1758)
- 1819 - Joseph Hager, linguista, lessicografo e orientalista austriaco (n. 1757)
- 1821 - Sophie Trébuchet, nobile francese (n. 1772)
- 1823 - Pierre Antoine Delalande, naturalista e esploratore francese (n. 1787)
- 1826 - Ferenc József di Koháry, politico e nobile ungherese (n. 1767)
- 1826 - Jean-Thomas Thibault, architetto e pittore francese (n. 1757)
- 1831 - Sophie Germain, matematica francese (n. 1776)
- 1831 - Konstantin Pavlovič Romanov, nobile russo (n. 1779)
- 1835 - Alessandro Maria Pagani, vescovo cattolico italiano (n. 1755)
- 1836 - Tito Manzi, giurista e politico italiano (n. 1769)
- 1839 - Allan Cunningham, botanico e esploratore inglese (n. 1791)
- 1839 - Manuel Vicente Maza, politico e avvocato argentino (n. 1779)
- 1839 - Ranjit Singh, sovrano pakistano (n. 1780)
- 1841 - William Austin, scrittore statunitense (n. 1778)
- 1843 - Ferdinando Bonsignore, architetto e disegnatore italiano (n. 1760)
- 1844 - Joseph Smith, predicatore e religioso statunitense (n. 1805)
- 1848 - Denis-Auguste Affre, arcivescovo cattolico francese (n. 1793)
- 1848 - Johann Heinrich David Zschokke, politico, scrittore e storico svizzero (n. 1771)
- 1849 - Lorenzo Bucci, patriota italiano (n. 1819)
- 1849 - Cesare Rosaroll, militare e patriota italiano (n. 1809)
- 1854 - Amalie Beer, tedesca (n. 1767)
- 1855 - Pietro Lanza di Scordia e Butera, nobile, politico e storico italiano (n. 1807)
- 1857 - Antonio Peteani, vescovo cattolico italiano (n. 1789)
- 1858 - Evgenij Aleksandrovič Golovin, generale russo (n. 1782)
- 1859 - María de la Concepción y Bellonio Pignatelli de Aragon, nobildonna spagnola (n. 1824)
- 1862 - Chatham Roberdeau Wheat, avventuriero statunitense (n. 1826)
- 1864 - Edoardo Francesco del Liechtenstein, generale austriaco (n. 1809)
- 1867 - William John Hamilton, geologo e archeologo inglese (n. 1805)
- 1870 - George Villiers, IV conte di Clarendon, politico britannico (n. 1800)
- 1871 - Anna Sundström, chimica svedese (n. 1785)
- 1872 - Michel Carré, librettista francese (n. 1821)
- 1873 - Hiram Powers, scultore statunitense (n. 1805)
- 1876 - Christian Gottfried Ehrenberg, naturalista tedesco (n. 1795)
- 1878 - Emil Gottlieb Friedländer, storico e numismatico tedesco (n. 1805)
- 1879 - Margherita Bays, beata svizzera (n. 1815)
- 1879 - John Lawrence, I barone Lawrence, politico britannico (n. 1811)
- 1880 - Carl Borchardt, matematico tedesco (n. 1817)
- 1880 - Francesco Cavalletti Rondinini, nobile e politico italiano (n. 1827)
- 1884 - Felice Le Monnier, editore italiano (n. 1806)
- 1884 - Ida del Liechtenstein, principessa austriaca (n. 1811)
- 1884 - Andreas Munch, poeta e drammaturgo norvegese (n. 1811)
- 1884 - Giuseppe Pardini, architetto italiano (n. 1799)
- 1885 - Louise-Thérèse de Montaignac de Chauvance, religiosa francese (n. 1820)
- 1889 - Carlotta Patti, soprano italiano (n. 1835)
- 1889 - Whitney Eugene Thayer, organista e compositore statunitense (n. 1838)
- 1893 - Giacomo Albé, pittore italiano (n. 1829)
- 1893 - Lothian Nicholson, militare e scrittore britannico (n. 1827)
- 1893 - Hermann Wasserschleben, storico e giurista tedesco (n. 1812)
- 1894 - Eliya XIV Abulyonan (n. 1840)
- 1895 - Sophie Adlersparre, editrice e attivista svedese (n. 1823)
- 1900 - Ermanno Carlotto, militare italiano (n. 1878)

## XX secolo(214)
- 1902 - Vincenzo D'Anna, politico italiano (n. 1831)
- 1904 - Anatole de Barthélemy, numismatico e archeologo francese (n. 1821)
- 1905 - Ippolit Giljarovskij, militare russo (n. 1865)
- 1905 - Harold Mahony, tennista irlandese (n. 1867)
- 1905 - Grigorij Nikitič Vakulenčuk, marinaio ucraino (n. 1877)
- 1906 - Pierre-Marie Osouf, arcivescovo cattolico e missionario francese (n. 1829)
- 1907 - Elizabeth Cabot Agassiz, educatrice e scrittrice statunitense (n. 1822)
- 1908 - Antonio Varni, pittore italiano (n. 1839)
- 1909 - John Seymour Keay, politico e imprenditore scozzese (n. 1839)
- 1909 - Annibale Lucatelli, patriota italiano (n. 1827)
- 1911 - Clemente Pagnani, vescovo cattolico italiano (n. 1834)
- 1913 - Philip Lutley Sclater, giurista e ornitologo britannico (n. 1829)
- 1913 - Cromartie Sutherland-Leveson-Gower, IV duca di Sutherland, nobile britannico (n. 1851)
- 1913 - Şehzade Mahmud Necmeddin, principe ottomano (n. 1878)
- 1914 - Giulio Gianelli, poeta e scrittore italiano (n. 1879)
- 1916 - Eugenio Di Maria, militare italiano (n. 1862)
- 1916 - Guido Negri, ufficiale italiano (n. 1888)
- 1917 - Karl Allmenröder, aviatore e ufficiale tedesco (n. 1896)
- 1917 - Gustav von Schmoller, economista e storico tedesco (n. 1838)
- 1918 - Kirion II, monaco cristiano e arcivescovo ortodosso georgiano (n. 1855)
- 1918 - Joséphin Péladan, scrittore, pittore e esoterista francese (n. 1858)
- 1919 - Peter Sturholdt, pugile statunitense (n. 1885)
- 1922 - Domenico Zeppa, patriota e politico italiano (n. 1841)
- 1925 - Jakab Kauser, astista ungherese (n. 1878)
- 1926 - Cesare Capezzuoli, medico italiano (n. 1879)
- 1926 - Angelo Scribanti, ingegnere italiano (n. 1868)
- 1926 - Nicola Serino, antifascista e sindacalista italiano (n. 1876)
- 1927 - Antonio Cavalieri Ducati, ingegnere e imprenditore italiano (n. 1853)
- 1927 - Sofija Andreevna Ivanova Borejša, rivoluzionaria russa (n. 1856)
- 1928 - Henri Beau, calciatore francese (n. 1881)
- 1928 - Robert B. Mantell, attore scozzese (n. 1854)
- 1929 - Paul Groussac, scrittore e critico letterario argentino (n. 1848)
- 1930 - Kakutsa Cholokashvili, militare georgiano (n. 1888)
- 1930 - Māui Pōmare, politico neozelandese
- 1932 - Louis Winslow Austin, fisico statunitense (n. 1867)
- 1932 - Paul Grawitz, patologo e medico tedesco (n. 1850)
- 1932 - Ernest Jouin, presbitero, scrittore e giornalista francese (n. 1844)
- 1933 - Alexander Hardcastle, mecenate e archeologo britannico (n. 1872)
- 1934 - Francesco Buhagiar, politico maltese (n. 1876)
- 1935 - Aurelio Bacciarini, vescovo cattolico svizzero (n. 1873)
- 1935 - Nikodem Caro, chimico e imprenditore polacco (n. 1871)
- 1935 - Eugène Augustin Lauste, inventore francese (n. 1857)
- 1936 - Alberto Agostini, militare e aviatore italiano (n. 1911)
- 1936 - Giorgio Bombonati, aviatore e militare italiano (n. 1908)
- 1936 - Mario Calderini, militare italiano (n. 1885)
- 1936 - Renato Ciprari, militare e aviatore italiano (n. 1906)
- 1936 - William D'Altri, militare italiano (n. 1913)
- 1936 - Antonio Drammis dei Drammis, militare e aviatore italiano (n. 1895)
- 1936 - Luigi Gabelli, militare e aviatore italiano (n. 1906)
- 1936 - Mario Galli, militare e aviatore italiano (n. 1906)
- 1936 - Willi Hutter, calciatore tedesco (n. 1896)
- 1936 - Antonio Locatelli, aviatore, politico e militare italiano (n. 1895)
- 1936 - Vincenzo Magliocco, generale e aviatore italiano (n. 1893)
- 1936 - Giulio Malenza, militare italiano (n. 1915)
- 1936 - Rémy Perrier, zoologo francese (n. 1861)
- 1936 - Adolfo Prasso, ingegnere e militare **NOTA: vedi avviso sopra--> italiano (n. 1905)
- 1937 - Bertha Worms, pittrice e insegnante francese (n. 1868)
- 1939 - Margaret Campbell, attrice statunitense (n. 1883)
- 1939 - Hayashi Gonsuke, diplomatico giapponese (n. 1860)
- 1940 - Aurel Ballo, pittore slovacco (n. 1871)
- 1940 - Lorenzo Bezzi, militare italiano (n. 1906)
- 1940 - Arduino Forgiarini, militare italiano (n. 1918)
- 1940 - Johannes Kirchner, filologo classico e epigrafista tedesco (n. 1859)
- 1940 - Annibale Lovera di Maria, militare italiano (n. 1909)
- 1940 - Frederick Merriman, tiratore di fune britannico (n. 1873)
- 1940 - Ferdinando Minoia, pilota automobilistico italiano (n. 1884)
- 1941 - Matteo Demetz, fondista italiano (n. 1902)
- 1941 - Karl Neukirch, ginnasta tedesco (n. 1864)
- 1942 - Zamuels Garbers, calciatore lettone (n. 1914)
- 1942 - Vittorio Trucchi, militare italiano (n. 1896)
- 1942 - Romolo Turra, calciatore italiano (n. 1899)
- 1943 - Luigi Alpago-Novello, medico, letterato e storico italiano (n. 1854)
- 1943 - Edward Aleksander Władysław O'Rourke, vescovo cattolico polacco (n. 1876)
- 1943 - Vangelis Papazoglou, musicista e compositore greco (n. 1896)
- 1943 - Giuseppe Valentino, politico italiano (n. 1865)
- 1944 - Teresa Adele Binda, partigiana e operaia italiana (n. 1904)
- 1944 - Arthur Samuel Brown, calciatore inglese (n. 1885)
- 1944 - Ferdinando Guerci, partigiano italiano (n. 1924)
- 1944 - Milan Hodža, politico e giornalista slovacco (n. 1878)
- 1944 - Amos Paoli, partigiano italiano (n. 1917)
- 1945 - Alberto Capozzi, attore italiano (n. 1886)
- 1945 - Giuseppe Facciotto, pittore italiano (n. 1904)
- 1945 - Emil Hácha, politico e avvocato cecoslovacco (n. 1872)
- 1946 - Max Koegel, militare e criminale di guerra tedesco (n. 1895)
- 1946 - Juan Antonio Ríos, avvocato e politico cileno (n. 1888)
- 1947 - Robert Broadwell, regista statunitense (n. 1878)
- 1947 - Jürgen Wagner, generale tedesco (n. 1901)
- 1950 - Milada Horáková, giurista e politica cecoslovacca (n. 1901)
- 1951 - Karl Günther, attore austriaco (n. 1885)
- 1951 - Luigi Rizzo, comandante marittimo e ammiraglio italiano (n. 1887)
- 1952 - Elmo Lincoln, attore statunitense (n. 1889)
- 1953 - Vincenzo De Bartholomaeis, filologo italiano (n. 1867)
- 1953 - Giorgio Mannini, regista e sceneggiatore italiano (n. 1884)
- 1953 - Chrispin Martin, attore statunitense (n. 1893)
- 1953 - Ioan Suciu, vescovo cattolico rumeno (n. 1907)
- 1954 - Theodor Loos, attore tedesco (n. 1883)
- 1954 - Giovanni Rossignoli, ciclista su strada italiano (n. 1882)
- 1955 - Martin Hansen, scrittore danese (n. 1909)
- 1955 - Domenico Milani, magistrato e politico italiano (n. 1875)
- 1956 - Giuseppe Bozzetti, presbitero e filosofo italiano (n. 1878)
- 1957 - Hermann Buhl, alpinista austriaco (n. 1924)
- 1957 - Giuseppe De Lorenzo, geografo, geologo e politico italiano (n. 1871)
- 1957 - Pasquale Improta, politico, imprenditore e avvocato italiano (n. 1885)
- 1957 - Vittorio Lombardi, alpinista, imprenditore e mecenate italiano (n. 1893)
- 1957 - Malcolm Lowry, scrittore britannico (n. 1909)
- 1957 - Mamoru Shigemitsu, politico e diplomatico giapponese (n. 1887)
- 1958 - Amedeo Agostini, matematico italiano (n. 1892)
- 1958 - Irving Davis, calciatore statunitense (n. 1896)
- 1958 - Robert Greig, attore australiano (n. 1879)
- 1958 - Thamir bin Abd al-Aziz Al Saud, principe saudita (n. 1937)
- 1959 - Luciano De Nardis, poeta e letterato italiano (n. 1895)
- 1959 - Giovanni Pastrone, regista, sceneggiatore e attore italiano (n. 1882)
- 1959 - Elia di Borbone-Parma, nobile (n. 1880)
- 1960 - Angelo Bianchi, veterinario e agronomo italiano (n. 1905)
- 1960 - Charlotte Dod, tennista e arciera britannica (n. 1871)
- 1960 - Pierre Monatte, sindacalista francese (n. 1881)
- 1960 - Ida Simons, pianista e scrittrice olandese (n. 1911)
- 1961 - Paul Guilfoyle, attore e regista statunitense (n. 1902)
- 1961 - Charles Kenyon, sceneggiatore e commediografo statunitense (n. 1880)
- 1964 - Mona Barrie, attrice inglese (n. 1909)
- 1965 - Albert Henderickx, calciatore belga (n. 1900)
- 1965 - Harry Porter, altista statunitense (n. 1882)
- 1965 - André Rey, psicologo svizzero (n. 1906)
- 1965 - Anthony Veiller, sceneggiatore e produttore cinematografico statunitense (n. 1903)
- 1966 - Arthur Waley, traduttore e orientalista britannico (n. 1889)
- 1966 - Robert Zander, calciatore svedese (n. 1895)
- 1967 - Antonio Cifaldi, politico italiano (n. 1899)
- 1968 - Léon Poirier, regista cinematografico e direttore teatrale francese (n. 1884)
- 1968 - Renzo Rocca, militare e agente segreto italiano (n. 1910)
- 1969 - Ralph Habib, regista francese (n. 1912)
- 1969 - Bernhard Lund, calciatore norvegese (n. 1910)
- 1969 - Giulio Parise, esoterista italiano (n. 1902)
- 1969 - Itzhak Stern, superstite dell'Olocausto polacco (n. 1901)
- 1970 - Dan Kinsey, ostacolista statunitense (n. 1902)
- 1970 - Pierre Mac Orlan, artista e scrittore francese (n. 1882)
- 1971 - Ermelindo Bonilauri, calciatore e allenatore di calcio italiano (n. 1912)
- 1971 - William Elliot, ufficiale inglese (n. 1896)
- 1972 - Thomy Bourdelle, attore francese (n. 1891)
- 1972 - Aïcha Goblet, modella, attrice teatrale e danzatrice francese (n. 1894)
- 1972 - Luigi Vercelli, calciatore italiano (n. 1898)
- 1973 - Earl Browder, politico e sindacalista statunitense (n. 1891)
- 1973 - Josef Galáb, calciatore cecoslovacco (n. 1914)
- 1974 - Tony Cargnelli, allenatore di calcio e calciatore austriaco (n. 1889)
- 1974 - Federico Marconcini, politico e economista italiano (n. 1884)
- 1975 - Wim Landman, calciatore olandese (n. 1921)
- 1975 - Robert Stolz, compositore e direttore d'orchestra austriaco (n. 1880)
- 1975 - Geoffrey Ingram Taylor, fisico inglese (n. 1886)
- 1976 - Albert Dubout, illustratore, pittore e scultore francese (n. 1905)
- 1976 - Wade McClusky, aviatore statunitense (n. 1902)
- 1977 - Phyllis Bentley, scrittrice britannica (n. 1894)
- 1977 - Josephine Brandell, attrice teatrale e cantante lirica statunitense (n. 1891)
- 1978 - Barry Brown, attore statunitense (n. 1951)
- 1978 - Josette Day, attrice francese (n. 1914)
- 1980 - Barney Bigard, clarinettista, sassofonista e compositore statunitense (n. 1906)
- 1980 - Walter Dornberger, militare tedesco (n. 1895)
- 1981 - Eros Sciorilli, direttore d'orchestra, compositore e pianista italiano (n. 1911)
- 1982 - Flavio Colonna, politico italiano (n. 1934)
- 1982 - Willard Greim, allenatore di pallacanestro e dirigente sportivo statunitense (n. 1890)
- 1982 - Gunnar Malmquist, astronomo svedese (n. 1893)
- 1982 - Jack Mullaney, attore statunitense (n. 1929)
- 1983 - Vincent Gallagher, canottiere statunitense (n. 1899)
- 1983 - Juan de Garchitorena, calciatore e attore filippino (n. 1898)
- 1983 - Manuel Giúdice, allenatore di calcio e calciatore argentino (n. 1918)
- 1983 - Ronnie Shavlik, cestista statunitense (n. 1933)
- 1984 - Ken Corley, cestista e giocatore di baseball statunitense (n. 1920)
- 1985 - Elias Sarkis, politico libanese (n. 1924)
- 1985 - Dino Tasselli, calciatore italiano (n. 1910)
- 1986 - Edna Mae Cooper, attrice statunitense (n. 1900)
- 1986 - Don Rogers, giocatore di football americano statunitense (n. 1962)
- 1987 - František Šafránek, calciatore cecoslovacco (n. 1931)
- 1987 - Božidar Senčar, calciatore jugoslavo (n. 1927)
- 1988 - Léonie Adams, poetessa statunitense (n. 1899)
- 1988 - Aparicio Méndez, politico uruguaiano (n. 1904)
- 1988 - Reno Strand, cestista e allenatore di pallacanestro statunitense (n. 1909)
- 1988 - Louis Versyp, calciatore e allenatore di calcio belga (n. 1908)
- 1989 - Alfred Jules Ayer, filosofo britannico (n. 1910)
- 1989 - Jack Buetel, attore statunitense (n. 1915)
- 1989 - Michele Lupo, regista cinematografico italiano (n. 1932)
- 1990 - Lea Ignatius, artista finlandese (n. 1913)
- 1990 - José Clemente Maurer, cardinale e arcivescovo cattolico tedesco (n. 1900)
- 1991 - Klaas Bruinsma, criminale olandese (n. 1953)
- 1991 - Vincenzo Busacchi, medico e storico italiano (n. 1907)
- 1991 - Klemens Großimlinghaus, ciclista su strada e pistard tedesco (n. 1941)
- 1992 - Allan Jones, attore e tenore statunitense (n. 1907)
- 1992 - Georg Årlin, attore svedese (n. 1916)
- 1993 - James Trifunov, lottatore canadese (n. 1903)
- 1994 - Jacques Berthier, compositore e organista francese (n. 1923)
- 1994 - Sam Hanks, pilota automobilistico statunitense (n. 1914)
- 1995 - Efrem Kurtz, direttore d'orchestra russo (n. 1900)
- 1995 - Nida Senff, nuotatrice olandese (n. 1920)
- 1995 - Dominic Tang Yee-ming, arcivescovo cattolico cinese (n. 1908)
- 1996 - Albert R. Broccoli, produttore cinematografico statunitense (n. 1909)
- 1996 - Carletto Gambarotta, calciatore italiano (n. 1901)
- 1996 - Pieter ten Cate, compositore di scacchi olandese (n. 1902)
- 1997 - Antonio Coppi, dirigente d'azienda e politico italiano (n. 1916)
- 1997 - Samuel Devine, politico statunitense (n. 1915)
- 1997 - Harrison Marks, fotografo e regista britannico (n. 1926)
- 1997 - Giuliano Naria, terrorista, giornalista e scrittore italiano (n. 1947)
- 1997 - Ken Richardson, pilota automobilistico britannico (n. 1911)
- 1998 - Pierre Boutang, filosofo, poeta e traduttore francese (n. 1916)
- 1998 - Armando Da Roit, politico e alpinista italiano (n. 1919)
- 1998 - Kruno Prijatelj, storico dell'arte e critico d'arte croato (n. 1922)
- 1998 - Kerim Tekin, cantante e attore turco (n. 1975)
- 1999 - Einar Englund, compositore finlandese (n. 1916)
- 1999 - Sergio Larraín García-Moreno, architetto cileno (n. 1905)
- 1999 - Begoña Izquierdo, pittrice spagnola (n. 1926)
- 1999 - Siegfried Lowitz, attore tedesco (n. 1914)
- 1999 - Marion Motley, giocatore di football americano statunitense (n. 1920)
- 1999 - Geōrgios Papadopoulos, militare e politico greco (n. 1919)
- 1999 - Luigi Porcari, politico e avvocato italiano (n. 1929)
- 1999 - Alfred Robens, sindacalista, politico e dirigente d'azienda britannico (n. 1910)
- 2000 - Larry Kelley, giocatore di football americano statunitense (n. 1915)
- 2000 - Pierre Pflimlin, politico francese (n. 1907)
- 2000 - Tobin Rote, giocatore di football americano statunitense (n. 1928)

## XXI secolo(135)
- 2001 - Maurice Estève, pittore francese (n. 1904)
- 2001 - Bella Dorita, cantante e ballerina spagnola (n. 1901)
- 2001 - Tove Jansson, scrittrice e pittrice finlandese (n. 1914)
- 2001 - Jack Lemmon, attore statunitense (n. 1925)
- 2001 - Chico O'Farrill, compositore, arrangiatore e direttore d'orchestra cubano (n. 1921)
- 2001 - Mark Smith, cestista statunitense (n. 1959)
- 2001 - Riccardo Toros, calciatore italiano (n. 1930)
- 2001 - Mahmoud Younes, schermidore egiziano (n. 1915)
- 2002 - John Entwistle, bassista e cantante britannico (n. 1944)
- 2002 - Russ Freeman, pianista statunitense (n. 1926)
- 2002 - Ezio Mantelli, cestista italiano (n. 1924)
- 2002 - Anselmo Martoni, politico, partigiano e sindacalista italiano (n. 1921)
- 2002 - Georgi Sokolov, calciatore bulgaro (n. 1942)
- 2003 - Walter Hugo Khouri, regista, sceneggiatore e montatore brasiliano (n. 1929)
- 2003 - Giuseppe Pontiggia, scrittore, aforista e critico letterario italiano (n. 1934)
- 2003 - Carlo Bernadotte, nobile svedese (n. 1911)
- 2004 - Jean Graczyk, ciclista su strada e pistard polacco (n. 1933)
- 2004 - Edwin Noël, attore tedesco (n. 1944)
- 2004 - Fred Ramdat Misier, politico surinamese (n. 1926)
- 2004 - Fausto Romitelli, compositore italiano (n. 1963)
- 2005 - Gian Pietro Cossu, carabiniere italiano (n. 1965)
- 2005 - Domino Harvey, cacciatrice di taglie britannica (n. 1969)
- 2005 - Walter Kaner, giornalista e filantropo statunitense (n. 1920)
- 2005 - George Lilanga, pittore e scultore tanzaniano (n. 1934)
- 2005 - John T. Walton, imprenditore statunitense (n. 1946)
- 2006 - Giovanni Barbagli, politico italiano (n. 1931)
- 2006 - Ercole Castaldo, calciatore, allenatore di calcio e dirigente sportivo italiano (n. 1926)
- 2006 - Gino Vignolo, calciatore italiano (n. 1921)
- 2007 - Milan Antolković, allenatore di calcio e calciatore jugoslavo (n. 1915)
- 2007 - Daniele Danieli, calciatore italiano (n. 1934)
- 2007 - Ashraf Marwan, imprenditore, agente segreto e politico egiziano (n. 1944)
- 2007 - Jackie McKeever, attrice statunitense (n. 1930)
- 2007 - Dragutin Tadijanović, poeta croato (n. 1905)
- 2007 - William Tuttle, truccatore statunitense (n. 1912)
- 2007 - José Villar Fernández, allenatore di calcio e calciatore spagnolo (n. 1928)
- 2008 - Tilo Frey, politica svizzera (n. 1923)
- 2008 - Kalevi Heinänen, cestista finlandese (n. 1927)
- 2008 - Idolina Landolfi, scrittrice, traduttrice e critica letteraria italiana (n. 1958)
- 2008 - Roberto Eduardo Sosa, calciatore uruguaiano (n. 1935)
- 2008 - Michael Turner, fumettista statunitense (n. 1971)
- 2009 - Ernst Barkmann, militare tedesco (n. 1919)
- 2009 - Frank Barlow, medievista britannico (n. 1911)
- 2009 - Willy Kyrklund, scrittore svedese (n. 1921)
- 2009 - Feliciano Serrao, storico e giurista italiano (n. 1922)
- 2009 - Gale Storm, attrice e cantante statunitense (n. 1922)
- 2009 - Ugolino Ugolini, imprenditore e dirigente sportivo italiano (n. 1924)
- 2010 - Corey Allen, regista, attore e scrittore statunitense (n. 1934)
- 2010 - Rina Gagliardi, giornalista e politica italiana (n. 1947)
- 2010 - João Gonçalves Filho, nuotatore e pallanuotista brasiliano (n. 1934)
- 2010 - Antoine de La Garanderie, filosofo e pedagogista francese (n. 1920)
- 2010 - Claude Robin, calciatore francese (n. 1941)
- 2010 - Luciano Succi, ciclista su strada italiano (n. 1915)
- 2010 - Torgeir Wethal, attore e regista norvegese (n. 1947)
- 2011 - Lorenzo Charles, cestista e allenatore di pallacanestro statunitense (n. 1963)
- 2011 - Lucos Cozza, archeologo italiano (n. 1921)
- 2011 - Mike Doyle, calciatore inglese (n. 1946)
- 2011 - Elaine Stewart, attrice e modella statunitense (n. 1930)
- 2012 - Rosemary Dobson, scrittrice e poetessa australiana (n. 1920)
- 2012 - Clayton R. Paul, ingegnere elettronico statunitense (n. 1941)
- 2013 - Stefano Borgonovo, calciatore italiano (n. 1964)
- 2013 - Dhimitraq Goga, cestista e allenatore di pallacanestro albanese (n. 1925)
- 2013 - Alain Mimoun, maratoneta e mezzofondista francese (n. 1921)
- 2013 - Berardo Rossi, presbitero, religioso e scrittore italiano (n. 1922)
- 2014 - Paolo Barbaro, scrittore e ingegnere italiano (n. 1922)
- 2014 - Leslie Manigat, politico haitiano (n. 1930)
- 2014 - Bobby Womack, cantautore e chitarrista statunitense (n. 1944)
- 2015 - Gerd Bacher, giornalista austriaco (n. 1925)
- 2015 - Aristide Nascenzi, calciatore italiano (n. 1922)
- 2015 - Chris Squire, bassista e cantante britannico (n. 1948)
- 2015 - Boris Šilkov, pattinatore di velocità su ghiaccio sovietico (n. 1927)
- 2016 - Marcel Buysse, ciclista su strada belga (n. 1920)
- 2016 - Silvano Girardello, pittore italiano (n. 1928)
- 2016 - Oh Se-jong, pattinatore di short track sudcoreano (n. 1982)
- 2016 - Simon Ramo, ingegnere e imprenditore statunitense (n. 1913)
- 2016 - Bud Spencer, attore, nuotatore e pallanuotista italiano (n. 1929)
- 2016 - Alvin Toffler, sociologo statunitense (n. 1928)
- 2017 - Geri Allen, pianista e compositrice statunitense (n. 1957)
- 2017 - Germano Barale, ciclista su strada italiano (n. 1936)
- 2017 - Peter Ludwig Berger, sociologo e teologo austriaco (n. 1929)
- 2017 - Michael Bond, scrittore inglese (n. 1926)
- 2017 - Paolo Limiti, paroliere, conduttore televisivo e autore televisivo italiano (n. 1940)
- 2017 - Michael Nyqvist, attore svedese (n. 1960)
- 2017 - Stéphane Paille, calciatore e allenatore di calcio francese (n. 1965)
- 2017 - Luigi Pedrazzi, politologo e giornalista italiano (n. 1927)
- 2017 - Suh Yun-bok, maratoneta sudcoreano (n. 1923)
- 2017 - Mustafa Tlass, generale e politico siriano (n. 1932)
- 2018 - Ahron Daum, rabbino israeliano (n. 1951)
- 2018 - Steve Ditko, fumettista statunitense (n. 1927)
- 2018 - John Dunn, programmatore, compositore e artista statunitense (n. 1943)
- 2018 - Raffaele Farigu, politico italiano (n. 1934)
- 2018 - Joe Jackson, dirigente d'azienda, musicista e chitarrista statunitense (n. 1928)
- 2018 - Domenico La Forgia, calciatore italiano (n. 1928)
- 2018 - Egil Olsen, calciatore norvegese (n. 1948)
- 2018 - Steven Hilliard Stern, regista televisivo, regista cinematografico e produttore cinematografico canadese (n. 1937)
- 2019 - Mário Jorge da Fonseca Hermes, cestista brasiliano (n. 1926)
- 2019 - Vukica Mitić, cestista jugoslava (n. 1953)
- 2019 - Justin Raimondo, scrittore statunitense (n. 1951)
- 2020 - Belaid Abdessalam, politico algerino (n. 1928)
- 2020 - Freddy Cole, cantante e pianista statunitense (n. 1931)
- 2020 - Linda Cristal, attrice argentina (n. 1931)
- 2020 - Julian Curry, attore britannico (n. 1937)
- 2020 - Giuseppe Matarrese, vescovo cattolico italiano (n. 1934)
- 2020 - Abdoulaye Seye Moreau, cestista, arbitro di pallacanestro e dirigente sportivo senegalese (n. 1929)
- 2020 - Ilija Petković, allenatore di calcio e calciatore jugoslavo (n. 1945)
- 2020 - Nicola Quarta, politico italiano (n. 1927)
- 2020 - Erich Tecka, cestista e dirigente sportivo austriaco (n. 1948)
- 2020 - Federico Venturi, paleontologo italiano (n. 1940)
- 2021 - Sherif Abou el-Kheir, cestista egiziano (n. 1947)
- 2021 - Donald Arnold, canottiere canadese (n. 1935)
- 2021 - Silvano Bertini, pugile italiano (n. 1940)
- 2021 - Lellia Cracco Ruggini, storica italiana (n. 1931)
- 2021 - Philippe Foriel-Destezet, imprenditore francese (n. 1958)
- 2021 - Noel Furlong, giocatore di poker irlandese (n. 1937)
- 2021 - Peps Persson, cantante svedese (n. 1946)
- 2021 - Dominick Montiglio, mafioso e collaboratore di giustizia statunitense (n. 1947)
- 2022 - Leonardo Del Vecchio, imprenditore italiano (n. 1935)
- 2022 - Paolo Montanari, calciatore italiano (n. 1944)
- 2022 - Joe Turkel, attore statunitense (n. 1927)
- 2023 - Evelyn Boyd Granville, matematica e programmatrice statunitense (n. 1924)
- 2023 - Italo Lupi, grafico, architetto e giornalista italiano (n. 1934)
- 2023 - Ryan Mallett, giocatore di football americano statunitense (n. 1988)
- 2023 - Pascal Mercier, scrittore e filosofo svizzero (n. 1944)
- 2023 - Carmen Sevilla, attrice, cantante e ballerina spagnola (n. 1930)
- 2024 - Cristina Alberdi, politica, avvocata e attivista spagnola (n. 1946)
- 2024 - Marie-Christine Aulas, politica francese (n. 1945)
- 2024 - Paolo Di Cioccio, oboista e compositore italiano (n. 1963)
- 2024 - Manuel José Tavares Fernandes, calciatore e allenatore di calcio portoghese (n. 1951)
- 2024 - Kinky Friedman, scrittore, cantautore e giornalista statunitense (n. 1944)
- 2024 - Martin Mull, attore e musicista statunitense (n. 1943)
- 2024 - Landry N'Guémo, calciatore camerunese (n. 1985)
- 2025 - Bill Dellinger, mezzofondista statunitense (n. 1934)
- 2025 - Giuseppe Orefici, archeologo italiano (n. 1946)
- 2025 - Takahiro Shiraishi, serial killer giapponese (n. 1990)
- 2025 - Ileana Silai, mezzofondista rumena (n. 1941)
- 2025 - Paolo Sirena, calciatore italiano (n. 1945)

## Senza anno specificato(2)
- Arnoldo di Lubecca, abate e storico tedesco
- San Maggiorino, vescovo e santo italiano